# Жербин, Фёдор Иванович
Фёдор Иванович Же́рбин (29 марта (10 апреля) 1836, Санкт-Петербург — 30 января (12 февраля) 1903) — генерал-лейтенант. Гласный Петербургской городской думы.

## Биография
Родился в Санкт-Петербурге 29 марта (10 апреля) 1836 года в семье предпринимателя и общественного деятеля Ивана Фёдоровича Жербина (купца 1-й гильдии, личного дворянина). Образование получил в школе гвардейских подпрапорщиков и кавалерийских юнкеров. Закончил обучение во время Крымской войны, 17 (29) июня 1854 года определён прапорщиком на службу в лейб-гвардейский Егерский полк, приступил к службе 1 (13) сентября в составе лейб-гвардейского резервного полка, составленного из развёрнутых до полного штата батальонов Егерского полка. 15 (27) апреля 1856 года переведён в лейб-гвардейский 1-й Стрелковый батальон. 8 (20) января 1858 года перечислен в Стрелковую офицерскую школу. 25 марта (6 апреля) 1860 года назначен заведующим оружейной частью батальона.
18 (30) августа 1861 года назначен командиром роты. 25 июня (7 июля) 1864 года назначен офицером для особых поручений к Санкт-Петербургскому военному генерал-губернатору, с переводом в лейб-гвардейский Семёновский полк. 5 (17) марта 1865 года назначен гласным Петербургской городской думы. 25 августа (6 сентября) 1865 года назначен членом комиссии по постройке в Санкт-Петербурге православной церкви во имя святого Николая Чудотворца, в память умершего в 1865 году цесаревича великого князя Николая Александровича.
17 (29) июля 1866 года назначен членом городской хозяйственной строительной комиссии. 3 (15) ноября 1867 года назначен чиновником особых поручений 7 класса при начальнике Главного штаба. 9 (21) апреля 1868 года — губернский гласный. 12 (24) июня 1868 года назначен председателем Городской хозяйственной комиссии. В 1870 г. Жербин выступил одним из инициаторов прокладки Транссибирской железной дороги (проект был реализован через 20 с лишним лет).
Председатель городской хозяйственно-строительной комиссии (12 (24) июня 1871). Исполняющий обязанности казначея Главного штаба (4 (16) сентября 1871). Произведён в генерал-майоры с отчислением от должности 26 ноября (8 декабря) 1871 года.
29 мая (10 июня) 1872 года назначен членом комиссии по постройке ремесленного училища Цесаревича Николая. 15 (27) февраля 1875 года — почётный член совета дома призрения бедных детей. Член хозяйственного комитета ремесленного училища Цесаревича Николая (12 (24) ноября 1875), Санкт-Петербургской земской управы (20 декабря 1875 (1 января 1876)), и Санкт-Петербургского губернского по воинской повинности присутствия (29 декабря 1875 (10 января 1876)).
Член от Санкт-Петербурга временной комиссии по случаю празднования столетия со дня рождения императора Александра I. 7 (19) октября 1877 года — кандидат в члены комиссии по техническому инспекторскому надзору за постройкой постоянного моста через Неву. 16 (28) ноября 1877 года — член совета ремесленного училища Цесаревича Николая.
После убийства Александра II Жербин 29 марта (10 апреля) 1881 года стал выборным от столичного населения для содействия к принятию мер в видах ограждения общественной безопасности и обеспечения порядка в столицах. 16 (28) февраля 1883 года зачислен в запас армейской пехоты.
В 1884 г. избран уездным предводителем дворянства Лужского уезда.
3 (15) марта 1886 года определён из запаса на службу, с назначением состоять по Военному министерству и с зачислением по армейской пехоте. 13 (25) марта 1886 года — член комиссии для распространения пособий. 14 (26) мая 1896 года произведён в генерал-лейтенанты.
Скончался 30 января (12 февраля) 1903 года. Похоронен на Новодевичьем кладбище в Санкт-Петербурге.

## Труды
- Жербин Ф. И., Собко П. И. Записка о Нижегородско-Казанской железной дороге, составляющей первое звено большой Сибирской линии. — СПб., 1870. — 27 с.: 1 л. карт.

## Награды
- Орден Святого Станислава 2-й ст. (20 апреля (2 мая) 1868)
- Орден Святого Владимира 3-й ст. (13 (25) декабря 1874, «за труды при сооружении новой адмиралтейской набережной и сада в Санкт-Петербурге»)
- Знак Красного Креста (20 октября (1 ноября) 1879).
- Орден Святого Станислава 1-й ст. (26 февраля (10 марта) 1881)
- Орден Святой Анны 1-й ст. (19 (31) марта 1884)
- Орден Святого Владимира 2-й ст. (30 августа (11 сентября) 1889)
- Орден Белого Орла (6 (19) декабря 1901)

## Семья
Второй ребёнок в семье Ивана Фёдоровича Жербина (1778—1840); мать, Мария Ивановна (урожд. Гладышева, 1804—1878), вступила во второй брак с С. С. Крыловым (генерал-майором, командиром лейб-гвардии Финляндского полка). Сестра Ф. И. Жербина — Ольга Ивановна Жербина (1839—1898), в замужестве Розенбах. Портрет детей И. Ф. Жербина, Фёдора и Ольги, написанный П. А. Федотовым, хранится в Государственном Русском музее.
Был женат первым браком на Лидии Михайловне (урожд. Яковлевой, ? — 1893), затем на Ольге Ивановне (урожд. Княжевич). Дети от первого брака — Михаил Фёдорович Жербин (полковник лейб-гвардии Сапёрного батальона, помещик Петербургской губернии, 1866—1936) и Мария Ивановна Жербина. Внуки Ф. И. Жербина — Михаил Михайлович и Савва Михайлович Жербины, известные советские конструкторы, лауреаты Сталинской и Государственной премий.